# Federazione calcistica di Niue
L'Associazione Calcistica dell'Isola di Niue (in inglese Niue Island Soccer Association, acronimo NISA) è stato l'ente che ha governato il calcio a Niue. 
Fondata nel 1960, non era affiliata alla FIFA, ma dal 2006 al 2021, anno della sua chiusura, è stata membro associato dell'OFC. Controllava il campionato nazionale e la Nazionale del paese.